# Samsung Galaxy S II Plus
El Samsung Galaxy S II Plus i9105 es un teléfono inteligente Android fabricado por Samsung anunciado en enero de 2013. Posee una pantalla de 4.3 pulgadas Super AMOLED Plus con un recubrimiento de Gorilla Glass, cámara trasera de 8 megapixeles y frontal de 2 megapixeles. Posee un procesador  Broadcom dual-core a 1.2 Ghz y una memoria RAM de 1 Gb, situándose entre el Galaxy S II y el Galaxy S III.
Aunque es prácticamente idéntico al S II original -tanto exteriormente como en las especificaciones- se diferencia en que está disponible en azul y blanco (los mismos colores del S III) el procesador que posee es un Broadcom VideoCore IV en vez del Exynos 4 del S II y en que la memoria interna se ha reducido a 8Gb a diferencia de los 16Gb del S II. Igualmente incorpora las siguientes características:
- Pop Up Play
- Botón de pausa durante la grabación de videos
- Direct Call
- S Voice
- Smart Alert
- Multitarea mejorada
- Google Chrome
- Google Now
- Buddy Photo Share
- Smart Stay
- Zero-lag shutter
- Chat On
- Nueva pantalla de desbloqueo
- S Suggest
- Galería y reproductor musical mejorados

Al igual que el S III, cuando es sacado de la caja, el S II Plus ofrece la posibilidad de obtener 50Gb en Dropbox por 2 años. Igualmente existe la versión I9105P que incorpora conectividad NFC; no obstante a diferencia de la versión internacional del I9105, la versión con NFC solo se venderá en algunos países de Europa. Aparte de esto, el S II Plus mantiene casi todas las líneas generales de su predecesor, entre ellas la conectividad MHL -que permite usar el puerto USB como salida HDMI- y la tecnología DLNA.

## Características

### Diseño
Si bien el Galaxy S II Plus tiene el mismo diseño que su precursor, la estructura ahora posee un mejor agarre y tiene el mismo diseño del S III.
Está disponible en los mismos colores Marble White y Peeble Blue del S III, y a diferencia del S II, la carcasa del S II Plus tiene la misma textura del S III, lo cual hace que a veces se sienta resbaloso.
Las dimensiones son 125.3 x 66.1 x 8.5 mm, aunque la versión con NFC es un poco más gruesa y por ende más pesada.

### Pantalla
Tiene una pantalla Super AMOLED Plus de 4.3 pulgadas recubierta con Gorilla Glass y resolución de 480 x 800. Si bien la pantalla es la misma del S II original, la ventaja que tiene frente al S III es que este posee una pantalla Super AMOLED convencional y por lo tanto usa la tecnlogia PenTile, mientras que la pantalla Super AMOLED Plus ofrece imágenes más nítidas debido al aumento de subpíxeles, creando así una densidad de 217 PPI, regresando de este modo a la tecnología RGB.

### Cámara
Posee una cámara fotográfica de 8 megapixeles con flash led y la capacidad de grabar video HD a 1080p, pero a diferencia del S II, incorpora le tecnología zero-lag shutter que permite una toma continua de imágenes. Al igual que el S III, tiene la capacidad de grabar vídeo y tomar fotos simultáneamente. También tiene una cámara frontal de 2 megapixeles para autorretratos y videollamadas.

### Interfaz
Posee la interfaz TouchWiz Nature UX del Galaxy S III en 4.1 y la del S4 en la actualización a 4.2.2

### Memoria y potencia
Al igual que el Galaxy S II, tiene un procesador dual core de 1.2 GHz y una memoria RAM de 1 GB

### Autonomía
La batería tiene una capacidad de 1650 mAh.
| Predecesor: Samsung Galaxy S II | Serie S de la línea Samsung Galaxy 2011 | Sucesor: Samsung Galaxy S Advance |